# Telaranea tasmanica
Telaranea tasmanica là một loài Rêu trong họ Lepidoziaceae. Loài này được (Stephani) J.J. Engel & G.L. Merr. mô tả khoa học đầu tiên năm 1995.